# Liste der US-amerikanischen Meister im Schwergewicht (Boxen)
Diese Liste bietet eine Übersicht über alle US-amerikanischen Meister im Schwergewicht:
- 1891: A. Isaaca
- 1892: Keine Preisvergabe
- 1893: D.A. Whilihere
- 1894: J. Kennedy
- 1895: W.D. Osgood
- 1896: George Schwegler
- 1897: D. Herty
- 1898: Keine Preisvergabe
- 1899: J.B. Knipe
- 1900: J.B. Knipe
- 1901: W. Rodenbach
- 1902: Emery Payne
- 1903: Emery Payne
- 1904: W. Rodenbach
- 1905: Emery Payne
- 1906: W. Schulken
- 1907: Emery Payne
- 1908: Thomas Kennedy
- 1909: Philip Schlossberg
- 1910: Warren Barbour
- 1911: John Serino
- 1912: John Silverio
- 1913: Al Reich
- 1914: P.L. Kelly
- 1915: A. Sheridan
- 1916: Carlo Armstrong
- 1917: John Gaddi
- 1918: Martin Burke
- 1919: Eddie Eagan
- 1920: Karl Wicks
- 1921: Gordon Munce
- 1922: John Willman
- 1923: Tom Kirby
- 1924: E.G. Greathouse
- 1925: Joe Woods
- 1926: Armand Emanuel
- 1927: Milo Mallory
- 1928: George Hoffman
- 1929: Ralph Ficucello
- 1930: Jack Pallat
- 1931: Jack Pallat
- 1932: Frederick Feary
- 1933: Izzy Richeter
- 1934: S. Evens
- 1935: Lou Nova
- 1936: Williard Dean
- 1937: James Robinson
- 1938: Daniel Merritt
- 1939: Tony Novak
- 1940: W. Gross
- 1941: R. Kinney
- 1942: Paul Komar
- 1943: Walter Moore
- 1944: Richard Vaughn
- 1945: Charles Lester
- 1946: Charles Lester
- 1947: Willie Clemmons
- 1948: Coley Wallace
- 1949: Rex Layne
- 1950: Norvel Lee
- 1951: Norvel Lee
- 1952: Jack Scheberies
- 1953: Pete Rademacher
- 1954: Reuben Vargas
- 1955: George Moore
- 1956: Jim McCarter
- 1957: Lee Williams
- 1958: James Blythe
- 1959: James Blythe
- 1960: Harold Espy
- 1961: Rudy Davis
- 1962: Wyce Westbrook
- 1963: Vic Brown
- 1964: Buster Mathis
- 1965: Boone Kirkman
- 1966: James Howard
- 1967: Forrest Ward
- 1968: George Foreman
- 1969: Earnie Shavers
- 1970: Ron Lyle
- 1971: Duane Bobick
- 1972: Nick Wells
- 1973: James Chapman
- 1974: Dwayne Bonds
- 1975: Michael Dokes
- 1976: Marvin Stinson
- 1977: Greg Page
- 1978: Greg Page
- 1979: Tony Tubbs
- 1980: Marvis Frazier
- 1981: Mark Mahone
- 1982: Ricky Womack
- 1983: Henry Milligan
- 1984: Michael Bentt
- 1985: Jerry Goff
- 1986: Michael Bentt
- 1987: Michael Bentt
- 1988: Ray Mercer
- 1989: Javier Alvarez
- 1990: Javier Alvarez
- 1991: John Bray
- 1992: Shannon Briggs
- 1993: Derrell Dixon
- 1994: Derrell Dixon
- 1995: Lamon Brewster
- 1996: DaVarryl Williamson
- 1997: DaVarryl Williamson
- 1998: DaVarryl Williamson
- 1999: Malik Scott
- 2000: Michael Bennett
- 2001: BJ Flores
- 2002: BJ Flores
- 2003: Devin Vargas
- 2004: Matt Godfrey
- 2005: Tony Grano
- 2006: Adam Willett
- 2007: Deontay Wilder
- 2008: Jeremiah Graziano
- 2009: Jordan Shimmell
- 2010: Steve Geffrard
- 2011: Jordan Shimmell
- 2012: Michael Hunter
- 2013: King Alexander
- 2014: Joshua Temple
- 2015: Patrick Ferguson
- 2016: Cam Awesome